# Emmanuel Ruben
Emmanuel Ruben, nom de plume de Jérémie Emmanuel Ruben Brassac, né le 16 novembre 1980 à Lyon, est un écrivain et géographe français. Il est notamment lauréat du Prix des Deux Magots 2021.

## Biographie

### Enfance et formation
Emmanuel Ruben nait le 16 novembre 1980 à Lyon,. Il grandit dans le Nord-Isère, à Saint-Victor-de-Morestel et Morestel. Il étudie ensuite la géographie à l’École normale supérieure de Lyon. Il poursuit ses études à Paris, à l'Institut de géographie de l'université Panthéon-Sorbonne et à l'Institut national des langues et civilisations orientales,.

### Carrière
Reçu major à l'agrégation de géographie en 2004, il enseigne l'histoire et la géographie à l'étranger puis en banlieue parisienne.
Après plusieurs séjours à l'étranger (États-Unis, Turquie, Lettonie où il enseigne au lycée français de Riga), il publie son premier roman en août 2010. Il collabore à différentes revues (Ravages, Edwarda, Sens Public, Possession immédiate, Remue.net, Le Courrier des Balkans, Huffington Post, Hippocampe, 303).
Son troisième roman, La Ligne des glaces, est le premier volet d'une suite européenne à laquelle il travaille pendant plusieurs années. Le livre est sélectionné pour le prix Goncourt 2014.
De 2014 à 2017, il est accueilli par de nombreuses résidences d’auteur et est l’invité de manifestations littéraires aussi bien en France qu’à l’étranger. Il obtient le prix de la résidence de la Fondation des Treilles en 2016.
A partir de 2015, il participe à l’aventure du collectif Inculte avec lequel il s’engage sur différents projets d’écriture à plusieurs mains. Il contribue ainsi aux volumes collectifs En procès. Une histoire du XXe siècle (2016) et Le Livre des places (2018).
En septembre 2016, lauréat d’une bourse Stendhal de l’Institut français, il remonte le Danube à vélo avec un ami, d’Odessa à Mulhouse, jusqu'en juillet 2017, dans le but d’écrire un livre européen inspiré de cette aventure. Sur la route du Danube est publié en mars 2019. Le roman reçoit le Prix Nicolas-Bouvier et le Prix Amerigo-Vespucci 2019,.
À partir de septembre 2017, il vit sur les bords de la Loire et dirige la Maison Julien Gracq à Mauges-sur-Loire, un lieu culturel ouvert au public qui organise des événements littéraires et des expositions d'art contemporain et accueille en résidence des écrivains et des artistes. Il y accueille ponctuellement des artistes et écrivains comme Mathias Enard, Maylis de Kerangal et Étienne Davodeau. Au cours de résidences de création, il y accueille des géographes ou jeunes écrivains tels que Francois-Henri Désérable, Jean-Louis Tissier ou Jean-Acier Danès. Il quitte son poste en 2021 et s'installe à Toulon.
En 2020 sort Sabre. Le récit, centré sur la disparition d'un sabre jadis accroché dans la salle à manger des grands-parents du narrateur, Samuel Vidouble, professeur désabusé dans une ville de province, mélange enquête loufoque, légendes familiales et récits historiques,. Le livre est récompensé du prix des Deux Magots 2021.
En 2022, il publie Nouvelles ukrainiennes (Points, Bibliothèques sans frontières) ainsi que Les Méditerranéennes (Stock) pour lequel il obtient le Prix du roman historique 2022 des Rendez-vous de l’histoire de Blois,.
Son roman Malville, sorti en 2024, fait partie de la sélection 2025 du Prix du Roman d’Écologie. Il raconte l'histoire de Samuel Vidouble, le narrateur, déjà présent dans plusieurs de ses romans, qui est confronté à un accident nucléaire, celui de la centrale de Creys-Malville, en bordure du Rhône,. L'histoire se déroule en 2036, dans une France gouvernée par l'extrême-droite, hors de l'Union européenne désormais dissoute. Enfermé dans sa cave, le narrateur repense à son enfance à l'ombre de la centrale. « Un roman intense, qui fait la part belle à la géographie, et au Rhône en particulier.» écrit la journaliste Yasmine Youssi dans Télérama.

## Œuvres
- Halte à Yalta, Paris, Jbz & Cie, 2010, 240 p.[29]
- Kaddish pour un orphelin célèbre et un matelot inconnu, Paris, Les Éditions du Sonneur, 2013, 128 p.[30]
- La Ligne des glaces, Paris, éditions Payot & Rivages, 2014, 320 p.[31]
- Icecolor, Saint-Étienne, éditions Le Réalgar, 2014, 140 p.[32]
- Dans les ruines de la carte, Lyon, éditions du Vampire actif, 2015, 340 p.[33]
- Jérusalem terrestre, Paris, éditions Inculte/Dernière marge, 2015, 175 p.[34]
- Sous les serpents du ciel, éditions Payot & Rivages, 2017, 317 p.[35]
- Terminus Schengen, Saint-Étienne, éditions Le Réalgar, 2018, 64 p.[36]
- Le Cœur de l'Europe, Lille, éditions La Contre Allée, 2018, 96 p.[37]
- Sur la route du Danube, éditions Payot & Rivages, 2019, 606 p.[38] Prix Nicolas-Bouvier attribué lors du festival Étonnants Voyageurs 2019[39].
Prix Amerigo-Vespucci 2019 du festival international de géographie de Saint-Dié-des-Vosges.
- Sabre, éditions Stock, coll. « La Bleue », 2020, 400 p. (ISBN 9782234089990, présentation en ligne) Prix des Deux Magots[40].
- Nouvelles ukrainiennes, Points, 2022 - avec Bibliothèques sans frontières
- Les Méditerranéennes, éditions Stock, coll. « La Bleue », 2022, 416 p. (ISBN 9782234090002, présentation en ligne) Prix du roman historique décerné lors de l'édition 2022 des Rendez-vous de l'histoire de Blois[41].
- Dans l'archipel de l'écriture. - Paris : Le Robert, 2023. - 209 p.- illustrations en noir et blanc. -  (ISBN 978-2-321-01870-4)
- Malville, éditions Stock, coll. « La Bleue », 2024, 265 p. (ISBN 9782234095915, présentation en ligne)
- L'usage du Japon, avec les dessins de l'auteur, Paris, éditions Stock, 2025, 286 p. (ISBN 9782234099234)